# Natsumi Ando
Natsumi Ando (安藤 なつみ Andō Natsumi) (født 27. januar 1970) er en japansk mangaka. Hun debuterede i 1994 med Headstrong Cinderella, som vandt den 19 Nakayoshi Rookie Award. Hun er bedst kendt for Zodiac P.I. og Kitchen Princess, som hun vandt Kodansha Manga Award for børnemanga i 2006.

## Værker
- (ツイてる ね 聖ちゃん Tsuiteru ne Hijiri-chan)(april–november 1998, Nakayoshi, Kodansha, 1 bind)[3]
- (スマイル で いこう Smile de Ikou) (februar 1999–?, Nakayoshi, Kodansha, 2 bind)[4][5]
- (マリアっぽいの Maria-ppoino!) (2000)
- Zodiac P.I. (十二宮でつかまえて Juunikyuu de Tsukamaete) (april 2001–januar 2003, Nakayoshi, Kodansha, 4 bind; engelsk oversættelse, 2003[6])
- (貯めて みせま ショウ! Tamete Misema Show!) (2003)
- Wild @ Heart (ワイルド だもん Wairudo Damon) (april 2003–maj 2004, Nakayoshi, Kodansha, 3 bind;[7][8] engelsk oversættelse, 2010[9])
- Kitchen Princess (キッチンのお姫さま Kitchen no Ohime-sama) (september 2004—oktober 2008,[10][11] Nakayoshi, Kodansha, 10 bind; engelsk oversættelse, 2007[12])
- Arisa (ΑRISΑ<アリサ>) (februar 2009—september 2012,[13][14] Nakayoshi, Kodansha, 12 bind; engelsk oversættelse, 2010[15])
- Let's Dance a Waltz (ワルツのお時間 Waltz no Ojikan, lit. "The Waltz of Time") (februar 2013–februar 2014,[16][17] Nakayoshi, Kodansha, 3 bind; engelsk oversættelse, 2015)[18]
- "The World in Your Palm" ( Tsunagaru ~Te no Hira no Sekai~) (april 2014, Nakayoshi, oneshot)[19]
- (ハイジと山男)(februar 2015–til nu, BE LOVE, Kodansha, 2 bind pr. september 2015)[20]